# Martyt
Martyt – mineralna odmiana hematytu występująca w formie pseudomorfoz po magnetycie. Często jest składnikiem rud żelaza i podlega eksploatacji (tzw. piaski martytowe).

## Właściwości
Tworzy skupienia ziarniste lub zbite.

## Występowanie
Towarzyszą mu fluorapatyt, magnetyt, hematyt, kwarc, kalcyt, augit, limonit i szamozyt. W Polsce spotykany na Dolnym Śląsku w miejscach takich jak Kletno, Kowary, przełęczy Tąpadła, Miedzianka. Z zagranicy najładniejsze okazy pochodzą z USA i Kanady.

## Zastosowanie
Wydobywany jako składnik rud żelaza, bądź zbierany kolekcjonersko.